# Paulin
Paulin é uma comuna francesa na região administrativa da Nova Aquitânia, no departamento Dordonha. Estende-se por uma área de 11,22 km². Em 2010 a comuna tinha 264 habitantes (densidade: 23,5 hab./km²).